# Hagenauer Religionsgespräch
Beim Hagenauer Religionsgespräch trafen sich im Jahr 1540 Fürsten und Theologen im elsässischen Hagenau, um über die Bedingungen eines künftigen Religionsgesprächs zwischen Protestanten und Katholiken zu verhandeln.
Im Jahr 1539 war im so genannten Frankfurter Anstand der Status quo zwischen protestantischen und katholischen Reichsständen verlängert und die Durchführung eines Religionsgesprächs vereinbart worden. Das Hagenauer Religionsgespräch, das vom 28. Juni bis 28. Juli 1540 stattfand, drohte aufgrund der Verhärtung der konfessionellen Positionen bereits an Verfahrensfragen zu scheitern. Die Zielsetzung einer Einigung in zentralen Lehrfragen knüpfte an die Verständigungsbemühungen des Augsburger Reichstags von 1530 an. Leiter des Gesprächs war der Bruder Karls V., König Ferdinand I. Außerdem war der päpstliche Nuntius Giovanni Morone anwesend. Der Trierer Erzbischof Johann III. von Metzenhausen verstarb auf der Anreise am 22. Juli 1540 nach einem in der Sommerhitze erlittenen Schlaganfall auf Burg Thannstein im Elsass. Herzog Erich I. von Braunschweig-Lüneburg starb nach der Tagung am 30. Juli 1540 in Hagenau.
Es wurde hauptsächlich über Voraussetzungen und Verfahrensfragen eines künftigen Religionsgesprächs diskutiert. Man kam zu keiner Einigung hinsichtlich der zentralen Frage, inwieweit das reformatorische Schriftprinzip als Auslegenorm von der katholischen Seite akzeptiert würde. Man beschloss daher eine Fortsetzung der Vorverhandlungen und eine inhaltliche Diskussion, die von der Confessio Augustana ausgehen sollte.